# Giberellinsav
A giberellinsav (röviden: GA3), vagy gibberellin A3 egy növényi hormon. Összegképlete: C19H22O6. Fehér vagy halványsárga kristálypor. Etanolban jól, vízben kevésbé oldódik.
A gibberellinek serkentik a növények megnyúlásos növekedését, illetve a magvak és a rügyek nyugalmi állapotának megszakítását segítik elő. Ezen kívül a virágzást szabályozzák,a virágrügyek képződését gyorsítják és növelik a számukat.